# Alice Mashingaidze
Alice Mashingaidze (nascida em 25 de abril de 1968) é uma diplomata do Zimbabwe. Ela é embaixadora na Suécia e ex-embaixadora na Bélgica.
Mashingaidze liderou um Festival Cultural da África com Makandire Luckson Chezhira Chikutu.